# Muzica (revistă)
Muzica este o revistă editată de Uniunea Compozitorilor și Muzicologilor din România. Înființată în 1908 și continuându-și activitatea până în prezent, această publicație românească – singura de specialitate din secolul trecut – constituie un monument al periodicelor noastre naționale. Din 1990 a apărut o serie nouă, format A5 închis, cu frecvență trimestrială. Editată inițial de către un colectiv de autori format din Mihail Mărgăritescu, Ion Nonna Otescu și Maximilian Costin, revista Muzica a devenit organul Uniunii Compozitorilor și Muzicologilor din România, postură pe care o deține și astăzi. Sediul actual al revistei este în fostul palat Cantacuzino și actualul Muzeu Național „George Enescu”, pe Calea Victoriei nr. 141, sectorul 1, București. 
„Revista Muzica”, afirma Octavian Lazăr Cosma în 1990, „a reprezentat pentru câteva decenii reflectorul activităților muzei sunetelor din România.”

## Seriile revisteiMuzica
- -     Seria I. Perioada antebelică: 1908 (oct.)‑’10 (febr.), București; editor: Mihai Mărgăritescu; 1916 (ian.‑iun.), București; editori: Mihai Mărgăritescu (ian.‑febr.), Ion Nonna Ottescu, Maximilian Costin;
- -     Seria II: perioada interbelică: 1919 (nov.)‑’22 (sept.), București; 1923 (ian. / febr.‑mai / iun.), 1925 (ian.‑sept. / oct.), Timișoara; editori: Maximilian Costin (până în febr. / mart. / 1920 și din ian. 1921; 1925), I.N. Ottescu (până în febr. / mart. 1920), G.N. Georgescu‑Breazul (din ian. 1921; 1925);
- -     Seria III. Perioada postbelică: 1950 (aug.)‑’89 (aug.) [3]; editori: Anatol Vieru, Zeno Vancea, Vasile Tomescu;
- -     Seria IV. Perioada postdecembristă, 1990 (ian.)‑prezent; editori: Octavian Lazăr Cosma (1990‑2010, ian. / mart.), Antigona Rădulescu (2010, apr. / iun.‑2014, iul. / sept.), Irinel Anghel și Mihai Cosma (2014, oct. / dec.‑2015, apr. / iun.), Irinel Anghel (2015, iul.‑prezent).

## Prețul revisteiMuzica
- -     în perioada antebelică a fost stabilit la 1 leu (1908‑1910; 1916); 1,25 lei (1916 iunie);
- -     în perioada interbelică a variat între 4 (1920 febr. / mart., aug. / sept.‑oct. / nov., 1922 sept.), 5 (1921febr.), 6 (1920 apr. / mai‑iun. / iul., 1921 mai / iun., sept. / oct., dec., 1922 mart. / apr.), 8 (1921nov.) și 10 lei (1921mart.‑apr.);
- -     în perioada postbelică a fluctuat între 2,5 sau 7 (1950‑1981) și 15 lei (1982‑1989);
- -     în perioada postdecembristă a variat direct proporțional cu scăderea valorii monedei naționale, de la 45 (‘90) la 90, la 150 (‘92), la 250 (‘93), la 500 (‘94), la 1500 (1995‑’96), la 3000 (‘97), la 5000 (‘98), la 10.000 (‘99), la 14.000 (2000), la 17.000 (‘01), la 25.000 (‘02), la 50.000 (2003‑’05), ajungând la 5 (‘06), 10 (2007‑’08), sau la 20 lei (2009‑’10).

## Autorii care au publicat în revistaMuzica
- -     1908 [oct.]: E. Caudella, M. Mărgăritescu, G. Stephănescu, D. Sturdza‑Scheianu, Ed. Wachmann; [nov.]: A. Castaldi, D.G. Kiriac, I. Scărlătescu; [dec.]: G. Fotino [etc.];
- -     1909 [ian.]: Stan Golestan, I. Vlăduță; [febr.]: M.‑D. Calvocoressi; [oct.]: G. Dima, G. Șerban [etc.];
- -     1916 [ian.]: G. Enescu, M. Costin, I.N. Ottescu, D. Cuclin, A. Alessandrescu; [febr.]: D. Nanu; [mart.]: Em. Ciomac; [apr.]: T. Burada, M. Iova, E. Istratty; [mai]: M.D. Rădulescu, Grillparzer; [iun.]: Barbu Solacolu, C. Asiminei [etc.];
- -     1919 [nov.]: E. Văcărescu, T. Ionașcu [dec.]: C. Narli, N. Caravia, R. Vrăbiescu, D. Dinicu;
- -     1920 [ian.]: A.I. Zirra, C.C. Nottara, E. Cerbu, C. Brăiloiu; [febr. / mart.]: G.N. Georgescu Breazul; [apr. / mai]: Em. Bucuța; [iun. / iul.]: Cora Irineu; [oct. / nov.]: A. Schllemmer [etc.];
- -     1921 [ian.]: I.O. Stefanovici; [febr.]: C. Moisil, F. Aderca; [mart. / apr.]: George Georgescu, Cornel Givulescu; [sept. / oct.]: Șt. I. Nenițescu; [dec.]: Sabin Drăgoi [etc.];
- -     1950 [aug.]: Anatol Vieru, N. Buicliu, P. Constantinescu, G. Bălan [etc.;
- -     1951: D. Gheciu, E. Elian, A. Hoffman, I. Avachian, V. Cosma, Z. Vancea, T. Ciortea, I.D. Chirescu, R. Negreanu, J.V. Pandelescu, I. Conta, V. Proca, I. Pricu, C. Gh. Prichici [etc.];
- -     1952: Elly Roman, M.A. Musicescu, G. Musicescu, L. Klepper [etc.];
- -     1953‑’54: I. Vicol, Anton Rónai, Lazăr Cosma, V. Tomescu, Mîndru Katz, S. Schapira, N. Parocescu, M. Cosmei, E. Pricope [etc.];
- -     1955‑2016: Cristian Ghenea,[1] E. Comișel, Z. Kodaly, T. Brediceanu, R. Ghircoiașiu, M. Ghircoiașiu, G. Sbârcea, D.D. Botez, Gheorghe Firca, V. Crețu, Dora Cojocaru, A. Dogaru, S. Oțeanu, P. Bentoiu, Iosif Herțea, O.L. Cosma, I. Conta, Ș. Nichifor, Șt. Niculescu, D. Voiculescu, D. Avakian, G. Avachian, L. Glodeanu, T. Olah, N. Brânduș, O. Nemescu, I. Anghel, Fr. László, C. Râpă, Șt. Angi, C. Țăranu, V. Timaru, M. Timaru, Sabin Gh. Pautza, E.M. Șorban, N. Nedelcuț, C. Barbu, I. Cibișescu, G. M. Banciu, Laura Manolache, C. Popa, M. Cozmei, L. Vasiliu, A. Vasiliu, C. Boldiszár, B. Dânșorean, E. Dragea, V. Herman, I. Pop, O. Garaz, D. Dediu, V. Sandu‑Dediu, C.D. Zeletin, B. Țiplea Temeș, T. Misdolea, M. Ciobanu, S. Rădulescu, L. Coman, Andra Frățilă [etc.].

## Probleme de apariție și numere multiple
- -      revista nu a fost difuzată în perioada iulie‑septembrie 1909 și martie/aprilie – septembrie 1922;
- -      nu se cunoaște situația publicației din octombrie/noiembrie 1920 – ianuarie 1921 sau septembrie 1922 – ianuarie/februarie 1923;
- -     se pare că numărul din august 1989 a fost suprimat (evenimentele din preajma revoluției decembriste).

Revistele au fost publicate uneori cvadri‑lunar (aprilie‑iulie, 1951 sau septembrie‑decembrie, 1989), trimestrial (ianuarie‑martie, august‑octombrie, 1951 și 1990‑2014), bimestrial (1920‑1921), sau lunar (1916; 1919‑1921; 1950‑1989) – cu mici excepții; ex. 8‑9 / 1952 sau 5, 6, 7, 8 / 2015. Motivele sunt necunoscute în general.

## Numere speciale ale revisteiMuzica
- -      iunie 1916, dedicat lui Berlioz;
- -      martie / aprilie 1921, dedicat „Societății «Filarmonica»”;
- -      mai / iunie 1921, „număr închinat lui George Enescu”;
- -      septembrie / octombrie 1921, „număr închinat maestrului Castaldi”;
- -      noiembrie 1921, „număr închinat maestrului I. Scărlătescu”;
- -      mai 1955, dedicat lui George Enescu;
- -      martie 1961, „Al II‑lea Concurs și Festival Internațional George Enescu”;
- -      octombrie / decembrie 2010, „număr dedicat aniversării a 90 de ani de la înființarea UCMR”;
- -     aprilie / iunie 2011, dedicat SIMN („Săptămânii Internaționale a Muzicii Noi”, 21‑29 mai).

## Secțiunile și conținutul revisteiMuzica:
Secțiunile revistei demonstrează o metamorfozare muzicală, într‑un crescendo favorabil segmentului cultural: în 1916 și între 1919‑1925, cuprinsul are doar două secțiuni: generală (articole, analize, eseuri, creații etc.) și particulară (critici, cronici, jurnale etc.). Alături de expuneri, studii și compoziții semnate de personalități culturale marcante, uzual, la final, apare o rubrică a „Mișcării muzicale” în țară și străinătate, unde sunt notate turneele, reprezentațiile, concertele, premiile obținute de unii muzicieni, cărți nou‑apărute, reviste etc. 
Din 1950 până în 1989, Muzica s‑a calificat prin organizare categorială. S‑au instituit noi rubrici pentru sectorul:
- componistic: „Creația muzicală” / „Creații”;
- de cercetare: „Probleme și discuții” / „Opinii” / „Discuții”;
- istoric: „Mari figuri ale muzicii” / „Tradiția muzicală” / „Pagini de istoria muzicii”;
- publicistic: „Viața muzicală” / „Concerte, spectacole” / „Retrospectiva” / „Prezențe” / „De peste hotare”;
- și al aprecierilor critice: „Recenzii”, Nouvelles musicales de Roumanie (articole, rezumate, cronici de disc etc.).

Din 1990, până în prezent, s‑au constituit rubrici de profil în domenii dedicate ca discipline de cercetare: 
- studii;
- analize;
- creații;
- opinii;
- istoriografie (portrete);
- memorialistică;
- etnomuzicologie;
- bizantinologie;
- evenimente (festivaluri);
- recenzii.

Conținutul publicației este relevant pentru cultura muzicală națională. Cu publiciști precum: criticul muzical M.‑D. Calvocoressi (1909); scriitorii Elena Văcărescu („Musiques”, 1919 nov.) și Maxim Gorki („Corespondența cu Rolland”, 1920 febr. / mart.); filosoful Heine („Paganini”, 1921 febr.); poeții A. Macedonski („Rondelul orelor”, 1920 iun. / iul.) și G. Bacovia („Nevroză”, 1916 apr.); personalitățile muzicii ca G. Enescu („O dorință” și „Despre muncă”, 1916 ian. și 1921 mai / iun.), H. Berlioz („Simfoniile lui Beethoven”, 1916 iun.), Schumann („Sfaturi”, 1921 mart. / apr.), R. Wagner („Fragmente”, 1921 sept. / oct.), D. Cuclin („Muzica și anarhia”, 1919 dec.), E. Caudella („Muzica românească”, 1920 ian.), S. Drăgoi („Asupra muzicii românești”, 1921 dec.), T. Burada („Vocea și arta cântului”, 1916 apr.), M. Jora („Muzica românească”, 1920 oct. / nov.), C. Brăiloiu („Societatea compozitorilor români”, 1925 febr.), Valeriu Braniște („Muzica la români”, 1925 sept. / oct.) etc. și mai târziu A. Vieru, Z. Vancea, T. Ciortea, A. Hoffman, R. Ghircoiașiu etc., publicația și‑a cucerit un loc de frunte pe firmamentul publicistic românesc.  